# Agarista minensis
Agarista minensis là một loài thực vật có hoa trong họ Thạch nam. Loài này được (Glaz. ex Sleumer) Judd mô tả khoa học đầu tiên năm 1984.